# NGC 6101

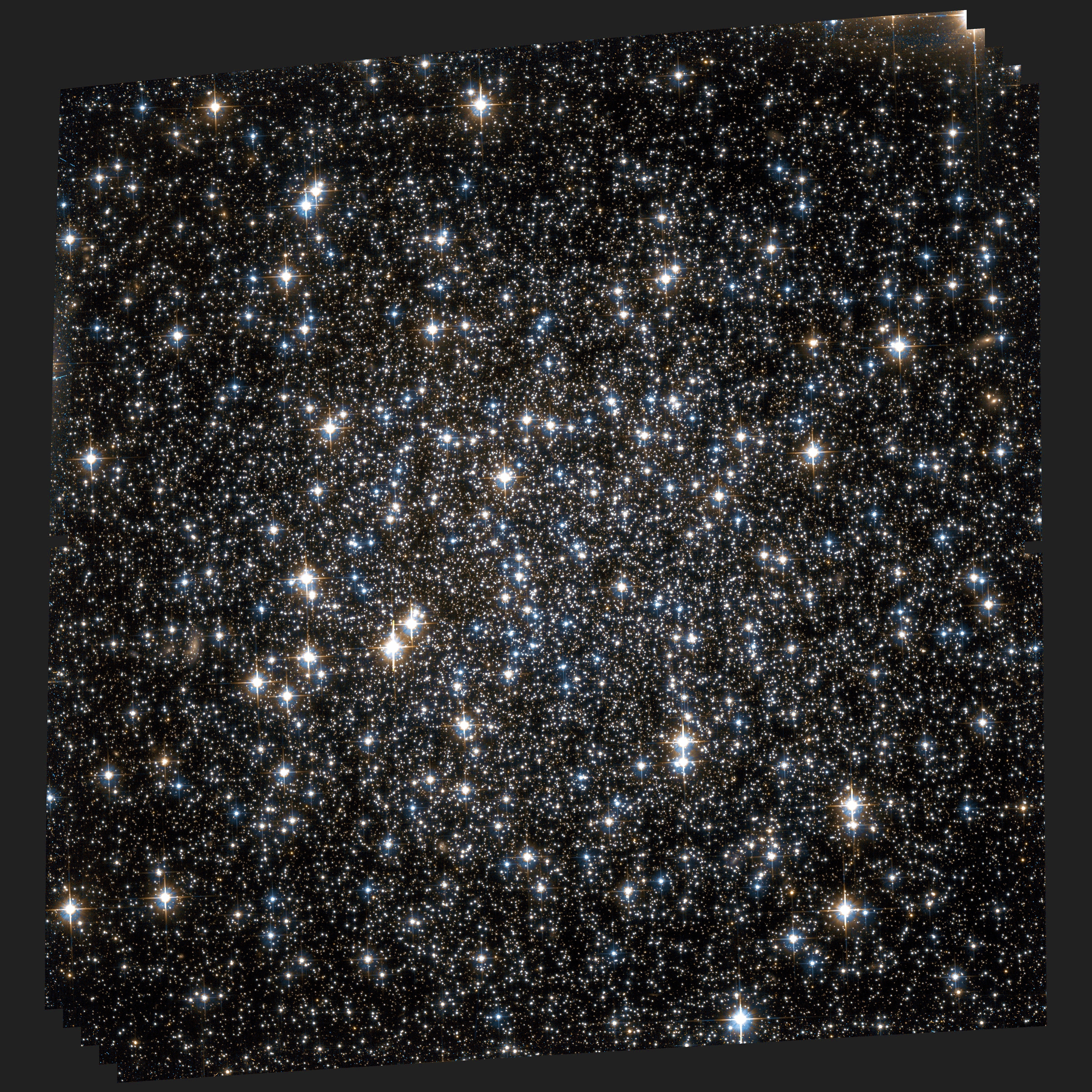
Imagen del telescopio Hubble del cúmulo globular NGC 6101

NGC 6101 es un cúmulo estelar globular en la constelación de Apus. Se encuentra a una distancia de aproximadamente 47,600 años luz del Sol y aproximadamente 36,500 años luz del centro galáctico
También conocido como Dun 68, GCL 40 y ESO 69-SC4, esta agrupación de estrellas fue descubierta el 1 de junio de 1826 por el astrónomo escocés James Dunlop .
Mediante simulaciones informáticas avanzadas, los astrónomos de la Universidad de Surrey, Reino Unido, pudieron ver lo que no se podía ver mediante el mapeo de NGC 6101, de donde se dedujo la existencia de agujeros negros dentro del sistema.
Estos agujeros negros son varias veces más grandes que el Sol y se forman en el colapso gravitacional de estrellas masivas al final de sus vidas.
Anteriormente se pensaba que estos agujeros negros serían expulsados casi todos de su grupo principal debido a los efectos de la explosión de supernova.
"Debido a su naturaleza, los agujeros negros son imposibles de ver con un telescopio, porque no pueden escapar los fotones", dijo el Dr. Miklos Peuten, investigador del Departamento de Física de la Universidad de Surrey y autor principal de un artículo publicado en Avisos mensuales de la Royal Astronomical Society ( preimpresión de arXiv.org ).
“Para encontrarlos, buscamos su efecto gravitacional en su entorno. Mediante el uso de observaciones y simulaciones, podemos detectar las pistas distintivas de su paradero y, por lo tanto, efectivamente "ver" lo que no se puede ver ".
En 2013, los astrónomos encontraron agujeros negros individuales en cúmulos globulares a través de fenómenos raros en los que una estrella compañera dona material al agujero negro.
El estudio actual ha demostrado que en NGC 6101 podría haber varios cientos de agujeros negros, revirtiendo viejas teorías sobre cómo se forman los agujeros negros.
"Nuestro trabajo está destinado a ayudar a responder preguntas fundamentales relacionadas con la dinámica de las estrellas y los agujeros negros, y las ondas gravitacionales observadas recientemente", dijo el coautor Prof. Mark Gieles.
"Estos se emiten cuando se fusionan dos agujeros negros, y si nuestra interpretación es correcta, los núcleos de algunos cúmulos globulares pueden ser donde tienen lugar las fusiones de agujeros negros".
- Datos: Q841202
- Multimedia: NGC 6101 / Q841202